# حملة شرق إفريقيا (الحرب العالمية الأولى)
كانت حملة شرق إفريقيا سلسلة من المعارك وعمليات حرب العصابات، التي بدأت في شرق إفريقيا الألمانية وامتدت إلى أجزاء من موزامبيق وروديسيا الشمالية، وشرق إفريقيا البريطانية وأوغندا والكونغو البلجيكية. وقد انتهت الحملة بشكل واضح في نوفمبر 1917, دخل الألمان شرق إفريقيا البرتغالية وواصلوا الحملة يعيشون على المؤن والامدادات البرتغالية.
كانت إستراتيجية القوات المستعمرة الألمانية بقيادة الكولونيل (لاحقا جنيرال مايجور) بول إميل فون ليتوو-فوربيك هي تحويل بعض قوات التحالف من الجبهة الأوربية إلى الجبهة الإفريقية، حققت استراتيجيته نتائج متباينة بعد 1916, عندما اقتيد من شرق إفريقيا الألمانية، استهلكت الحملة في إفريقيا كميات كبيرة من المال ومواد الحرب التي كان يمكن أن توجه إلى جبهات أخرى.
خاض الألمان عموم الحرب، حتى الهدنة يوم 14 نوفمبر 1918 في 07:30 استسلم الألمان رسميا في 25 نوفمبر تشرين الثاني. أصبحت شرق إفريقيا الألمانية تحت حكم اثنين من عصبة الأمم الفئة ب ولايات، تنجانيقا إقليم من أقاليم المملكة المتحدة وراوندا-أوروندي من بلجيكا، في حين أصبح مثلث كيونقا تابعا البرتغال.

## خلفية
استعمر الألمان الأراضي التي أصبحت شرق إفريقيا الألماني (Deutsch-Ostafrika) عام 1885. [بحاجة لمصدر] امتدت المنطقة نفسها على مساحة 384,180 ميل مربع (995,000 كيلومتر مربع) وشملت مناطق رواندا وبوروندي وتنزانيا المعاصرة. بلغ عدد سكان شرق إفريقيا الألماني الأصليين 7,5 مليون نسمة، وأدار 5,300 أوروبي المستعمرة. شعر النظام الاستعماري بالأمان نسبيًا [بحاجة لمصدر] لكن كانت آثار تمرد ماجي ماجي (1904-1905) ما زالت ملموسة في عام 1914. كان يمكن للإدارة الاستعمارية الألمانية أن تستدعي قوة حماية عسكرية (شوتستروبي) مؤلفة من 260 أوروبي و2,470 إفريقي، إلى جانب 2,700 مستوطن أبيض في قوات الاحتياط لاندشتورم، بالإضافة إلى قوات الدرك شبه العسكرية الصغيرة.
أدى اندلاع الحرب العالمية الأولى عام 1914 إلى زيادة شعبية التوسع الاستعماري الألماني وغزو وسط إفريقيا الألماني («Deutsch-Mittelafrika دويتش ميتلافريكا») الذي كان يوازي عودة الإمبراطورية الألمانية في أوروبا. توجب ضم الأراضي التابعة للكونغو البلجيكية، لإنشاء مستعمرة وسط إفريقيا ولربط المستعمرات الألمانية في شرق وجنوب-غرب وغرب إفريقيا. كان ضم الأراضي الجديدة سيؤدي لاحتلال وسط إفريقيا ويجعل ألمانيا القوة الاستعمارية المهيمنة في القارة.
كانت القوة العسكرية الألمانية في إفريقيا ضعيفة، وكانت قواتها سيئة التجهيز ومشتتة. رغم أن الجنود الألمان كانوا أفضل تدريبًا وأكثر خبرة من خصومهم، اعتمدوا على أسلحة مثل بنادق ماوزر طراز 1871، التي استخدمت بارودًا أسودًا عفا عليه الزمن. واجهت قوات الحلفاء مشاكل مماثلة في المعدات السيئة والأعداد المنخفضة. كانت معظم القوات الاستعمارية شرطة شبه عسكرية للقمع الاستعماري، وغير مجهزة لخوض الحروب ضد القوى الأوروبية الأخرى.

### الأهداف
وجدت أكبر مجموعة من القوات الألمانية في شرق إفريقيا، لكن حتى هذه كان أصغر من أن تخوض حربًا عنيفة. كان هدف القوات الألمانية في شرق إفريقيا، بقيادة المقدم بول فون ليتو فوربيك، هو تحويل قوات التحالف وإمداداته من أوروبا إلى إفريقيا. أمل ليتو من خلال تهديد سكة حديد أوغندا البريطانية المهمة، في إجبار القوات البريطانية على غزو شرق إفريقيا، حيث يمكنه خوض حملة دفاعية. شكلت الحكومة الألمانية عام 1912 إستراتيجية دفاعية لشرق إفريقيا تنسحب فيها القوات المسلحة إلى المناطق الداخلية وتحارب حملة عصابات.
شكلت المستعمرة الألمانية في شرق إفريقيا تهديدًا للكونغو البلجيكية المحايدة، لكن أملت الحكومة البلجيكية في مواصلة حيادها في إفريقيا. اضطرت القوة العامة إلى تبني إستراتيجية دفاعية حتى 15 أغسطس 1914، عندما قصفت السفن الألمانية في بحيرة تنجانيقا ميناء موكولوبو ثم نقطة لوكوغا بعد ذلك بأسبوع. اعتبر بعض المسؤولين البلجيكيين الأعمال العدائية في شرق إفريقيا فرصة لتوسيع الحيازات البلجيكية في إفريقيا؛ كان الاستيلاء على رواندا وأوروندي قد يزيد القوة التفاوضية لحكومة دي بروكفيل لضمان استعادة بلجيكا بعد الحرب. سعى الوزير الاستعماري، جولز رينكين، خلال مفاوضات ما بعد الحرب لمعاهدة فرساي، إلى تبادل المكاسب الإقليمية البلجيكية في شرق إفريقيا الألماني مقابل التخصيص البرتغالي في شمال أنغولا، لتكسب الكونغو البلجيكية ساحلًا أطول.

## تاريخ الحملة
أراد حكام شرق إفريقيا البريطاني والألماني تجنب الحرب وفضلوا الاتفاق الحيادي على أساس قانون الكونغو لعام 1885، ضد رغبات القادة العسكريين المحليين وحكومات مدنهم. تسبب هذا الاتفاق في حدوث ارتباك في الأسابيع الأولى للصراع. في 31 يوليو، تنفيذًا لخطط الطوارئ، أبحر الطراد إس إم إس كونيغسبرغ من دار السلام للقيام بعمليات ضد التجارة البريطانية. تجنب بصعوبة الطرادات المرسلة من رأس السرب لمرافقة السفينة والجاهزة لإغراقها. في 5 أغسطس 1914، هاجمت قوات من محمية أوغندا المواقع الأمامية النهرية الألمانية بالقرب من بحيرة فيكتوريا.
في نفس اليوم، أمر مجلس وزراء الحرب البريطاني بإرسال قوة استطلاعية هندية (آي إي إف) إلى شرق إفريقيا للقضاء على قواعد المغيرين. في 8 أغسطس، قصف طراد البحرية الملكية إتش إم إس أستريا المحطة اللاسلكية في دار السلام، ثم وافق على وقف إطلاق النار، بشرط أن تظل المدينة مدينة مفتوحة. تسبب هذا الاتفاق في خلاف بين فوروبيك والحاكم هاينريش شني، رئيسه الاسمي، الذي عارض الاتفاق ثم تجاهله فيما بعد، وتسبب في تأنيب قائد أستريا بسبب تجاوزه لسلطته. قبل معركة تانغا عندما حاولت القوة الاستطلاعية الهندية الهبوط في تانغا، شعرت البحرية الملكية بأنها ملزمة بتوجيه تحذير بأنهم ألغوا الاتفاقية، وفقدت عنصر المفاجأة.
في أغسطس 1914، حشدت القوات العسكرية وشبه العسكرية في كلتا المستعمرتين، رغم القيود التي فرضها الحاكمان. كان لدى قوة الحماية الألمانية في شرق إفريقيا 260 ألمانيًا من جميع الرتب و2,472 عسكريًا، أي ما يعادل كتيبتين من بنادق الملك الإفريقية (كيه إيه آر) في مستعمرات شرق إفريقيا البريطانية. في 7 أغسطس، أُبلغت القوات الألمانية في موشي بأن اتفاق الحياد انتهى، وأُمر بشن غارة عبر الحدود. في 15 أغسطس، شن العساكر في منطقة نيو موشي أول عملية هجومية لهذه الحملة. سقطت تافيتا على الجانب البريطانى من كليمنجارو أمام سريتين عسكريتين (300 رجل) بينما أطلق البريطانيون وابلًا متواضعًا، ثم انسحبوا في حالة جيدة. أغارت مفرزة عساكر في بحيرة تنجانيقا على المنشآت البلجيكية التي تسعى إلى تدمير باخرة كومون والسيطرة على البحيرة. في 24 أغسطس، هاجمت القوات الألمانية النقاط الأمامية البرتغالية عبر نهر روفوما، غير متأكدة من نوايا البرتغال، التي كانت حليفة بريطانية، ما تسببت في حادث دبلوماسي سُوّي بصعوبة.
في سبتمبر، بدأ الألمان بشن غارات أعمق على شرق إفريقيا البريطاني وأوغندا. اقتصرت القوة البحرية الألمانية في بحيرة فيكتوريا على هيدفيغ فون فيسمان وكينغاني وهما زورقا قطر مسلحان بمدفع رشاش مضاد للطائرات، تسببا في أضرار طفيفة وضوضاء. سلح البريطانيون بواخر بحيرة أوغندا إس إس ويليام ماكينون وإس إس كافيدو وإس إس وينيفريد وإس إس سيبيل كزوارق حربية مرتجلة. حوصر زورق ثم أغرقه الألمان. وفي وقت لاحق نزع الألمان سلاح زورق كينغاني، واستخدموه كوسيلة نقل؛ ومع نزع سلاح الزورق «لم تعد القيادة البريطانية لبحيرة فيكتوريا موضع نزاع».